# Чуя (притока Лени)
Чуя (Велика Чуя) — річка в Бурятії і Іркутської області Росії, протікає територією Північно-Байкальського і Мамсько-Чуйського районів. Права притока Лени.

Довжина річки - 512 км. Площа водозбірного басейну - 18 - 400 км². Замерзає у жовтні та залишається під крижаним покривом до травня. Бере початок з хребта Синнир. У своїй течії перетинає Північно-Байкальське нагір'я.
Головна притока: Мала Чуя - ліва (52 км від гирла).
Населені пункти: на річці — робоче селище Гірсько-Чуйський, в гирлі — село Чуя.

## Гідрографія
Живлення снігове та дощове. Середньорічна витрата води – 206 м³/с.

## Дані водного реєстру
За даними Державного водного реєстру Державного водного реєстру Росії та геоінформаційної системи водогосподарського районування території РФ, підготовленої Федеральним агентством водних ресурсів Федеральним агентством водних ресурсів 237892:
- Басейновий округ — Ленський
- Річковий басейн — Лена
- Річковий підбасейн - відсутня
- Водогосподарська ділянка — Лена від р. Кіренськ до впадання річки Вітім
- Код водного об'єкта — 18030000412117100013988

## Топографічні карти
- Аркуш карти O-49-XI. Масштаб: 1 : 200 000. (рос.) Зазначити дату випуску/стану місцевості.